# يضغط (الديس)
'

تعديل مصدري - تعديل

يضغط هي إحدى قرى عزلة الديس بمديرية الديس التابعة لمحافظة حضرموت، بلغ تعداد سكانها 496 نسمة حسب تعداد اليمن لعام 2004.